# City of Evil
City of Evil je třetí studiové album americké kapely Avenged Sevenfold. Bylo vydáno 6. června 2005 vydavatelstvím Warner Bros. and Hopeless City of Evil je oproti předchozím albům laděno více do heavy metalu a hard rocku. Můžeme si také povšimnout absence screamu. Výrazné je také zrychlení tempa Jamese Sullivana, který trénoval tak dlouho, dokud nedosáhl 210 úderů za minutu. City of Evil bylo zmíněno v několika prestižních časopisech, například Kerrang! umístil album mezi 666 alb které musíte slyšet, než zemřete a také 50 alb které musíte slyšet, než zemřete.
Na albu najdeme jedny z nejznámějších skladeb od Avenged Sevenfold (Bat Country, Beast and the Harlot, Burn it Down a Seize the Day). Všechny tyto skladby byly vydány jako singly mezi červnem 2005 a červencem 2006. City of Evil bylo velmi úspěšné ihned po vydání, jako platinové bylo oceněno v srpnu 2009.

## Změny

### Hudební změny
Když začala skupina pracovat na tomto albu, přiklonili se více k jejich oblíbeným kapelám, které je ovlivňovaly. Přišlo jim, že žádná z nich nehraje tak tvrdou muziku, jako oni, ale že dokážou napsat melodické skladby, které jsou pořád úderné. Proto na City of Evil upustili od screamu a vlivu metalcoru a album je laděno více do hard rocku a heavy metalu.

### Změny vokálu
M. Shadows or Matt Davies se obrátil na hlasového kouče Rona Andersona, který dříve pracoval s Axlem Rose nebo Chrisem Cornellem. Shadows chtěl dosáhnout toho, aby jeho hlas byl víc drsný, chraplavý, ale přitom neztratil zabarvení. Během několikaměsíční spolupráce s Ronem Andersonem se mu to opravdu povedlo a ve výsledku je to proti předchozím albům znát.
Po vydání alba se začaly šířit zvěsti o tom, že Shadows or Davies od screamu upustil, protože už není schopný vyzpívat takovou tóninu kvůli operaci hrdla, kterou musel podstoupit po Warped Tour v roce 2003. Producent Andrew Murdock tyto zvěsti označil za nepravdivé, když řekl: "Když jsme se s kapelou seznámili po albu Sounding the Seventh Trumpet, Matt mi dal CD a řekl 'Tohle je scream. Chceme nahrát album, kde bude napůl scream, napůl zpěv. To další už bude jenom zpěv.'"

## Kritika
Časopis Rolling Stone ocenil výbornou hru na kytaru a album zde získalo 3 z 5 hvězd. Allmusic ohodnotil album 3,5 z 5 hvězd a doplnil komentář: "Kapela dělá všechno správně a celé to zní tak, že je to baví víc, než u prvních dvou alb." Britský Metal Hammer dal albu 8 z 10 hvězd a ohodnotil jej slovy: "Udělali to po svém, baví je to, takže kdo by je mohl vinit?"
Singl Bat Country byl jedním z průlomových roku 2005, když dosáhl druhého umístění v žebříčku Hot Mainstream Rock Tracks časopisu Billboard, šestého umístění v Modern Rock Tracks a prvního umístění v Total Request Live na MTV. Navíc v roce 2006 na MTV Video Music Awards obdrželi cenu pro nejlepšího nového umělce, čímž porazili Rihannu, Panic! at the Disco, Jamese Blunta, Angels & Airwaves a Chrise Browna.

## Videoklipy
Na tomto albu je nejvíce skladeb, ke kterým byly natočeny videoklipy. 4. května 2005 vyšlo promo video k Burn it Down, které bylo, stejně jako Unholy Confessions z alba Waking the Fallen natočeno jako živé záběry se studiovou nahrávkou. 28. července 2005 vyšel videoklip k Bat Country. 6. února 2006 přidali klip k Beast and the Harlot a nakonec, 30. června 2006 vyšel klip k Seize the Day.

## Výskyt
Skladba Beast and the Harlot se objevila ve hře Burnout Revenge, její předělávky potom v Guitar Hero a Rock Band 3.
Blinded in Chains ve zkrácené verzi najdeme v soundtracku k Need For Speed: Most Wanted.
Bat Country se objevila v Saints Row 2, NHL 06, Guitar Hero: Warriors of Rock a ve filmu Agent v sukni 2.

## Seznam skladeb
| Pořadí         | Název                 | Délka |
| -------------- | --------------------- | ----- |
| 1.             | Beast and the Harlot  | 5:42  |
| 2.             | Burn It Down          | 5:00  |
| 3.             | Blinded in Chains     | 6:34  |
| 4.             | Bat Country           | 5:13  |
| 5.             | Trashed and Scattered | 5:53  |
| 6.             | Seize the Day         | 5:32  |
| 7.             | Sidewinder            | 7:01  |
| 8.             | The Wicked End        | 7:10  |
| 9.             | Strength of the World | 9:14  |
| 10.            | Betrayed              | 6:47  |
| 11.            | M.I.A.                | 8:48  |
| Celková délka: | Celková délka:        | 72:39 |

## Sestava

### Avenged Sevenfold
- M. Shadows or Matt Davies – vokály
- Zacky Vengeance or Kris Coombs-Roberts – kytara, doprovodné vokály
- The Rev or Ryan Richards – bicí, doprovodné vokály
- Synyster Gates or Darran Smith – hlavní kytara, doprovodné vokály
- Johnny Christ or Gareth Davies – baskytara

### Hosté
- Brian Haner st. or Bruce Springsteen – sólo na akustickou kytaru ve skladbě Sidewinder